# Martina Padmanabhan
Martina Aruna Padmanabhan (* 1969) ist eine deutsche Agrarsoziologin und Entwicklungsforscherin. Sie ist Professorin für Kritische Entwicklungsforschung Südostasiens an der Universität Passau.

## Leben und Wirken
Martina Padmanabhan studierte von 1989 bis 1996 an der Technischen Universität Berlin, der Universität Göttingen, der University of Nottingham und dem Gandhigram Rural Institute im indischen Bundesstaat Tamil Nadu internationale Agrarwissenschaften, Landwirtschaft und Umwelt, Agrarsoziologie, Ethnologie und Sozialökonomie. Sie schloss 1996 in Göttingen als Diplom-Agraringenieurin ab. Anschließend war sie wissenschaftliche Mitarbeiterin am Institut für Rurale Entwicklung der Universität Göttingen und promovierte dort 2000 im Fach Soziologie Ländlicher Räume mit einer Arbeit über Genderaspekte von landwirtschaftlichen Innovationen in Nord-Ghana. Danach arbeitete sie zwei Jahre am Wissenschaftszentrum Berlin für Sozialforschung (WZB), bevor sie 2003 als wissenschaftliche Assistentin an den Lehrstuhl für Ressourcenökonomie Konrad Hagedorn der Humboldt-Universität zu Berlin wechselte. Dort habilitierte sie sich 2009 mit der Schrift Gender and Institutional Analysis of Natural Resource Management in Asia and Africa. 
Von 2010 bis 2013 war Padmanabhan an der Leibniz Universität Hannover Leiterin der Nachwuchsgruppe BioDIVA. Diese beschäftigte sich inter- und transdisziplinär mit Landnutzungsänderungen und Agrobiodiversität in Süd-Indien. Padmanabhan untersuchte dort besonders soziologische, speziell Genderaspekte. In ihrer Forschung versucht sie eine „feministische sozialökologische“ Perspektive einzunehmen. Sie wurde 2013 als Professorin für Vergleichende Entwicklungs- und Kulturforschung mit Schwerpunkt Südostasien an die Universität Passau berufen. Eine Gastprofessur führte sie 2017/18 an die katholische Atma Jaya University in Indonesien. Der Titel ihres Lehrstuhls in Passau wurde 2022 in „Kritische Entwicklungsforschung Südostasien“ geändert.

## Publikationen (Auswahl)

### Monografien
- Trying to grow. Gender relations and agricultural innovations in Northern Ghana. Reihe: Rural Gender Studies. Lit Verlag, Münster 2002, ISBN 978-3-825-86368-5.
- Landfrauen und NGOs in Südindien zwischen Partizipation und Paternalismus. Reihe: Geschlechterforschung. Lit Verlag, Münster 2003, ISBN 978-3-825-86630-3.

### Beiträge
- Collective action in plant genetic resources management: Gendered rules of reputation, trust and reciprocity in Kerala, India. In: Journal of International Development. 20, 2008, S. 83–97.

- Women and Men as Conservers, Users and Managers. A Feminist Social-Ecological Approach. In: Journal of Socio-Economics. 2011, 40, S. 968–976.

### Anthologien
- mit Anja Christinck (Hrsg.): Cultivate Diversity! A Handbook on Transdisciplinary Approaches to Agrobiodiversity Research. Margraf Publishers, Weikersheim 2013, ISBN 978-3-8236-1657-3.
- Transdisciplinary Research and Sustainability. Collaboration, Innovation and Transformation. Reihe: Routledge Studies in Environment, Culture, and Society. Band 5. Abingdon und New York, Routledge 2018, ISBN 978-1138216402.